# Bennerberg
Der Bennerberg ist eine 206 m hohe Anhöhe westlich der Ortschaft Brakelsiek in der Gemeinde Schieder-Schwalenberg, Kreis Lippe. Er liegt östlich (rechtsseitig) der Niese, die das Steinheimer Holz durchfließt. Die waldfreie Kuppe steht in der Diskussion als Standort für die Windenergie. Südwestlich der Kuppe befindet sich der Schalenstein im Staatsforst Schieder, weiterhin liegen am Bennerberg und am benachbarten Runtenberg einige Hügelgräber.
Der Bennerberg liegt im großflächigen Landschaftsschutzgebiet Lipper Bergland mit Steinheimer Becken, Blomberger Höhen, Sabbenhauser Mulde und Schwalenberger Höhen (LSG-4020-0026), am Südhang befindet sich das Landschaftsschutzgebiet Bennersiek (LSG-4120-0002).